# Марьяновка (Арбузинский район)
Марья́новка (укр. Мар'янівка) — село в Арбузинском районе Николаевской области Украины.
Почтовый индекс — 55352. Телефонный код — 5132. Занимает площадь 4 км².
Основано в 1733 году, согласно данным сайта Верховной рады. Население по переписи 2001 года составляло 515 человек, впрочем с того момента оно неуклонно уменьшалось. В последние годы в селе осталось лишь три места работы — школа, медпункт и свиная ферма. Школа в Марьяновке — девятилетняя, учащихся в ней — меньше 40 человек. По окончании её ученики либо продолжают обучение в соседних селах, или же в городе Южноукраинске, либо поступают в Южноукраинский машиностроительный лицей.
Главная улица — Центральная. Также есть следующие улицы: Верхняя (Гора), Школьная, Зеленая (Хутор), х. Грозный и Нижняя (Набережная).

## Местный совет
55350, Николаевская обл., Арбузинский р-н, с. Новосёловка, ул. Центральная, 35; тел. 9-34-19.